# Centromerus remotus
Centromerus remotus är en spindelart som beskrevs av Roewer 1938. Centromerus remotus ingår i släktet Centromerus och familjen täckvävarspindlar. Inga underarter finns listade i Catalogue of Life.